# Eagle Lake (Florida)
Eagle Lake ist eine Stadt im Polk County im US-Bundesstaat Florida.  Das U.S. Census Bureau hat bei der Volkszählung 2020 eine Einwohnerzahl von 3.008 ermittelt. 

## Geographie
Eagle Lake liegt rund 5 km nordöstlich von Bartow sowie etwa 80 km südwestlich von Orlando.

## Demographische Daten
Laut der Volkszählung 2010 verteilten sich die damaligen 2255 Einwohner auf 1043 Haushalte. Die Bevölkerungsdichte lag bei 626,4 Einw./km². 80,4 % der Bevölkerung bezeichneten sich als Weiße, 7,2 % als Afroamerikaner, 0,4 % als Indianer und 2,2 % als Asian Americans. 6,7 % gaben die Angehörigkeit zu einer anderen Ethnie und 3,0 % zu mehreren Ethnien an. 16,1 % der Bevölkerung bestand aus Hispanics oder Latinos.
Im Jahr 2010 lebten in 40,3 % aller Haushalte Kinder unter 18 Jahren sowie 25,8 % aller Haushalte Personen mit mindestens 65 Jahren. 74,7 % der Haushalte waren Familienhaushalte (bestehend aus verheirateten Paaren mit oder ohne Nachkommen bzw. einem Elternteil mit Nachkomme). Die durchschnittliche Größe eines Haushalts lag bei 2,89 Personen und die durchschnittliche Familiengröße bei 3,31 Personen.
30,1 % der Bevölkerung waren jünger als 20 Jahre, 27,4 % waren 20 bis 39 Jahre alt, 25,9 % waren 40 bis 59 Jahre alt und 16,7 % waren mindestens 60 Jahre alt. Das mittlere Alter betrug 34 Jahre. 48,2 % der Bevölkerung waren männlich und 51,8 % weiblich.
Das durchschnittliche Jahreseinkommen lag bei 41.550 $, dabei lebten 15,0 % der Bevölkerung unter der Armutsgrenze.
Im Jahr 2000 war englisch die Muttersprache von 73,68 % der Bevölkerung und spanisch sprachen 26,32 %.

## Verkehr
Eagle Lake wird vom U.S. Highway 17 durchquert. Der nächste Flughafen ist der Orlando International Airport (rund 80 km nordöstlich).